# Tetrastemma stigmatum
Tetrastemma stigmatum är en djurart som tillhör fylumet slemmaskar, och som beskrevs av William Stimpson 1857. Tetrastemma stigmatum ingår i släktet Tetrastemma och familjen Tetrastemmatidae. Inga underarter finns listade i Catalogue of Life.